# Giải thưởng Trần Văn Giàu
Giải thưởng Trần Văn Giàu (tên đầy đủ Giải thưởng khoa học Trần Văn Giàu) là giải thưởng do GS Trần Văn Giàu sáng lập năm 2002 với mục tiêu trao giải cho các tác giả với các công trình nghiên cứu về lịch sử và lịch sử tư tưởng tại Nam Bộ và khu vực cực Nam Trung Bộ. Giải thưởng được Ủy ban giải thưởng Trần Văn Giàu tổ chức và trao hằng năm

## Lịch sử
GS Trần Văn Giàu là một nhà sử học và là nhà nghiên cứu về lịch sử tư tưởng Việt Nam, trong sự nghiệp nghiên cứu khoa học ông đã có hơn 100 công trình về sử học, tư tưởng, triết học,...ông mong muốn có những thế hệ là các nhà nghiên cứu sau tiếp bước ông trong các lĩnh vực sử học, lịch sử tư tưởng ở miền Nam.. Từ năm 2002, ông sáng lập Ủy ban giải thưởng Trần Văn Giàu do nhà nghiên cứu Trần Bạch Đằng là Chủ tịch ủy ban giải thưởng đầu tiên, sau khi nhà nghiên cứu Trần Bạch Đằng mất năm 2007, nhà nghiên cứu Tô Bửu Giám là Chủ tịch ủy ban giải thưởng
Kinh phí trao giải hằng năm được dựa vào khoảng tiền trị giá 1000 cây vàng do GS Trần Văn Giàu bán nhà làm quỹ

## Quy chế trao giải
Mỗi năm có hai giải, giá trị như nhau: một cho lĩnh vực sử học, một cho lĩnh vực tư tưởng; yêu cầu của mỗi lĩnh vực là những phát hiện có tính sáng tạo, những gì mới, có nghĩa là những vấn đề chưa được nghiên cứu hay đã nghiên cứu nhưng chưa sâu, chưa có luận cứ khoa học giải thích vững chắc, chưa in thành sách hoặc đã in thành sách thì không quá hai năm kể từ ngày in và phát hành. Ủy ban giải thưởng nêu rõ: cái mới hoàn toàn không có nghĩa xuất phát từ số không mà có sự tiếp nối kế thừa nhưng có điểm khám phá mới. Đề tài nghiên cứu đa dạng, phong phú, không cứ chỉ là đề tài bác học mà còn cả về những vấn đề đã tiếp xúc trong cuộc sống hàng ngày, nhưng chưa đi sâu lý giải như tên một tỉnh, một vùng đất, một nhân vật, một tập quán, một đạo giáo, một phong tục riêng của vùng đất Nam Bộ. Người tham gia bất kể là sống ở vùng miền nào, người Việt tại nước ngoài đều có thể dự giải

## Giải thưởng qua các năm
Giải thưởng đã được trao cho các tác giả và các công trình từ năm 2003-2010

### 2003
- Lịch sử: Thái Hồng với công trình "Nguyễn Tri Phương"
- Lịch sử tư tưởng: chưa có tác giả/công trình để trao

### 2004
- chưa có tác giả/công trình để trao

### 2005
- Lịch sử: Nguyễn Đình Đầu với công trình "Nghiên cứu địa bạ triều Nguyễn"
- Lịch sử tư tưởng: chưa có tác giả/công trình để trao

### 2006
- Lịch sử: Tập thể tác giả với công trình "Lịch sử Nam Bộ kháng chiến chống Pháp"
- Lịch sử tư tưởng: chưa có tác giả/công trình để trao

### 2007 & 2008
- chưa có tác giả/công trình để trao

### 2009
- Lịch sử: PGS.TS Phạm Đức Mạnh và nhóm cộng tác với công trình "Những di tích khảo cổ thời văn hóa Óc Eo và hậu Óc Eo ở An Giang"
- Lịch sử tư tưởng: chưa có tác giả/công trình để trao

### 2010
- Lịch sử: Ban biên soạn Lịch sử Nam bộ kháng chiến với công trình "Lịch sử Nam bộ kháng chiến chống Mỹ"
- Lịch sử tư tưởng: chưa có tác giả/công trình để trao